# Dostarlimab
Dostarlimab, vendido sob a marca Jemperli, é um anticorpo monoclonal usado como medicamento para o tratamento do câncer de endométrio.
Dostarlimab é um anticorpo monoclonal bloqueador do receptor de morte programado-1 (PD-1).
O Dostarlimab foi aprovado para uso médico nos Estados Unidos e na União Europeia em abril de 2021.
Os efeitos colaterais mais comuns relatados nos EUA incluem fadiga/astenia, náusea, diarreia, anemia e constipação. Outros efeitos colaterais comuns relatados na UE incluem vômitos, dor nas articulações, coceira, erupção cutânea, febre e hipotireoidismo (níveis baixos de hormônios da tireoide).

## Usos médicos
Dostarlimab é indicado para o tratamento de adultos com câncer de endométrio recorrente ou avançado com deficiência de reparo de incompatibilidade, conforme determinado por um teste aprovado pela FDA, que progrediu ou após o tratamento anterior com um regime contendo platina.
Em 17 de agosto de 2021, a Food and Drug Administration (FDA) dos EUA concedeu aprovação acelerada ao Dostarlimab para adultos com tumores sólidos recorrentes ou avançados com deficiência de reparo de incompatibilidade, conforme determinado por um teste aprovado pela FDA, que progrediram em ou após tratamento e que não têm opções de tratamento alternativas satisfatórias.

## Efeitos colaterais
Reações adversas graves em mais de 2% dos pacientes incluíram sepse, lesão renal aguda, infecção do trato urinário, dor abdominal e pirexia.
Reações adversas imunomediadas podem ocorrer incluindo pneumonite, colite, hepatite, endocrinopatias e nefrite.